# Козлов, Владимир Иванович (поэт)
Владимир Иванович Козлов (13 июня 1980, Дятьково, Брянская область) — российский поэт, литературовед, журналист, медиаменеджер, доктор филологических наук. Создатель и главный редактор поэтического журнала «Prosōdia».

## Биография
Родился 13 июня 1980 года в Дятьково в Брянской области).
Окончил филологический факультет Ростовского государственного университета.
Публиковался в журналах «Арион», «Вопросы литературы», «Новый мир», «Знамя», «Литературная учёба», «Новая Юность» и других изданиях. Доктор филологических наук, руководитель Центра изучения современной поэзии в Южном федеральном университете, создатель и главный редактор литературно-исследовательского журнала о поэзии «Prosodia».
Автор романа «Рассекающий поле» (М.: Время, 2018). В 2018 году роман попал в Длинный список премии «Большая книга». Лауреат премии фонда А. Вознесенского «Парабола» (2017).
В 2023 году выступил инициатором и организатором проведения в Ростове-на-Дону первого южного фестиваля искусств «Чистое поле».
Живёт и работает в Ростове-на-Дону.

## Книги Владимира Козлова
- Козлов В. Городу и лесу. — Ростов-на-Дону: Изд. журн. «Дон», 2005. — 78 с. — ISBN 5-85216-059-8.
- Козлов В. Самостояние. — М.: Воймега, 2012. — 76 с.[3]
- Козлов В. Опыты на себе. — М.: Воймега, 2015. — 60 c. — ISBN 978-5-7640-0182-1.[4]
- Козлов В. Русская элегия неканонического периода. — М.: 2013.
- Козлов В. Красивый добрый страшный лживый смелый человек-невидимка. — М.-Ростов-на-Дону: Воймега, Prosodia, 2020. — 124 с. — ISSN 0130-1616.[5][6]